# Montargull (Artesa de Segre)
Montargull es una entidad de población española del municipio de Artesa de Segre, perteneciente a la provincia de Lérida, en la comunidad autónoma de Cataluña.

## Historia
Hacia mediados del siglo XIX, el lugar, que por entonces formaba ayuntamiento con Alentorn, Monmagastre y Anya, tenía contabilizada una población de veinticinco habitantes. Aparece descrito en el undécimo volumen del Diccionario geográfico-estadístico-histórico de España y sus posesiones de Ultramar de Pascual Madoz con las siguientes palabras:

MONTARGULL: l. que forma ayunt. con los pueblos de Alentora, Monmagastre y Aña, cab. del distrito en la prov. de Lérida (12 hor.), part. jud. de Balaguer (7), aud. terr. y c. g. de Cataluña (Barcelona 34), arcip. de Ager (10).  sit. al pie de un montecito un poco elevado, donde reinan los vientos N. y E., y el clima, aunque templado y sano, es propenso á catarros. Forman la pobl. 15 casas y una igl. parr. (María Santisima), que comprende los anejos de Comiols y Folquer, siendo su curato de entrada y servido por un cura párroco. Confina el term. por el N. con el de Monmagastre y Comiols (3/4 leg.); E. el de Aña (1/2); S. otra vez el de Monmagastre (1/4), y O. el de Vallebrera (1/2): dentro de él se hallan los cas. de la Bedreña, de Masana, Llinas, Malus, Janot y Vallebrerola. Corre tambien por él un arroyo llamado r. de Montargull, que se une con el de Torrech, y ambos al r. Segre, existiendo ademas algunas balsas para el surtido de la pobl. El terreno es en parte pedregoso y el resto fuerte, cruzado por montes poblados de encinas, robles y algunos pinos. caminos: el que desde Artesa de Segre dirige á Tremp y Alta Montaña: la correspondencia la reciben del mismo Artesa, por espreso que envian á recogerla. prod.: centeno, cebada, patatas, vino y aceite; cria ganado vacuno, de cerda y lanar; y caza de perdices, liebres y conejos. ind.: un molino aceitero. pobl.: 4 vec., 25 alm. riqueza imp.: 13,935 rs. contr.: el 14'48 por 100 de esta riqueza.
(Madoz, 1848, p. 525)

En la actualidad, pertenece al municipio de Artesa de Segre. En 2022, la entidad singular de población tenía empadronados 33 habitantes y el núcleo de población, veintiséis.